# Beryllsmaragd
Beryllsmaragd (Saucerottia beryllina) är en centralamerikansk fågel i familjen kolibrier.

## Utseende och läten
Beryllsmaragden är en 8–10 cm lång mörkgrön kolibri med något böjd rödaktig näbb. Stjärten är rostfärgad med lilasvarta övre stjärttäckare. Vingarna är rosttonade och buken grå. Sången beskrivs som en rytmisk serie med gnissliga ljud, medan lätet är ett kort och strävt ”trrrrk”.

## Utbredning och systematik
Arten delas in i fem underarter med följande utbredning:
- beryllina-gruppen
  - viola – nordvästra Mexiko (Sonora till Guerrero)
  - beryllina – östra och centrala Mexiko (Veracruz till centrala Oaxaca
- devillei-gruppen
  - lichtensteini – bergssluttningar i södra Mexiko (västra Chiapas)
  - sumichrasti – kustnära bergsområden i södra Mexiko (i centrala och södra Chiapas)
  - devillei – på höglandet från Guatemala till Honduras

Tillfälligt har den påträffats i USA.

### Släktestillhörighet
Arten placeras traditionellt i släktet Amazilia, men genetiska studier visar att arterna i släktet inte står varandra närmast. Den har därför flyttats till släktet Saucerottia.

## Levnadssätt
Beryllsmaragden hittas i rätt täta ek- eller tall- och ekskogar, tropiska lövskogar, skogsbryn och törnbuskmarker. Fågeln födosöker efter nektar på alla nivåer och ses ofta tillsammans med andra kolibrier vid blommande träd. Den tar också insekter. Beryllsmaragden häckar huvudsakligen mellan juni och oktober. Den är stannfågel utom allra längst i norr.

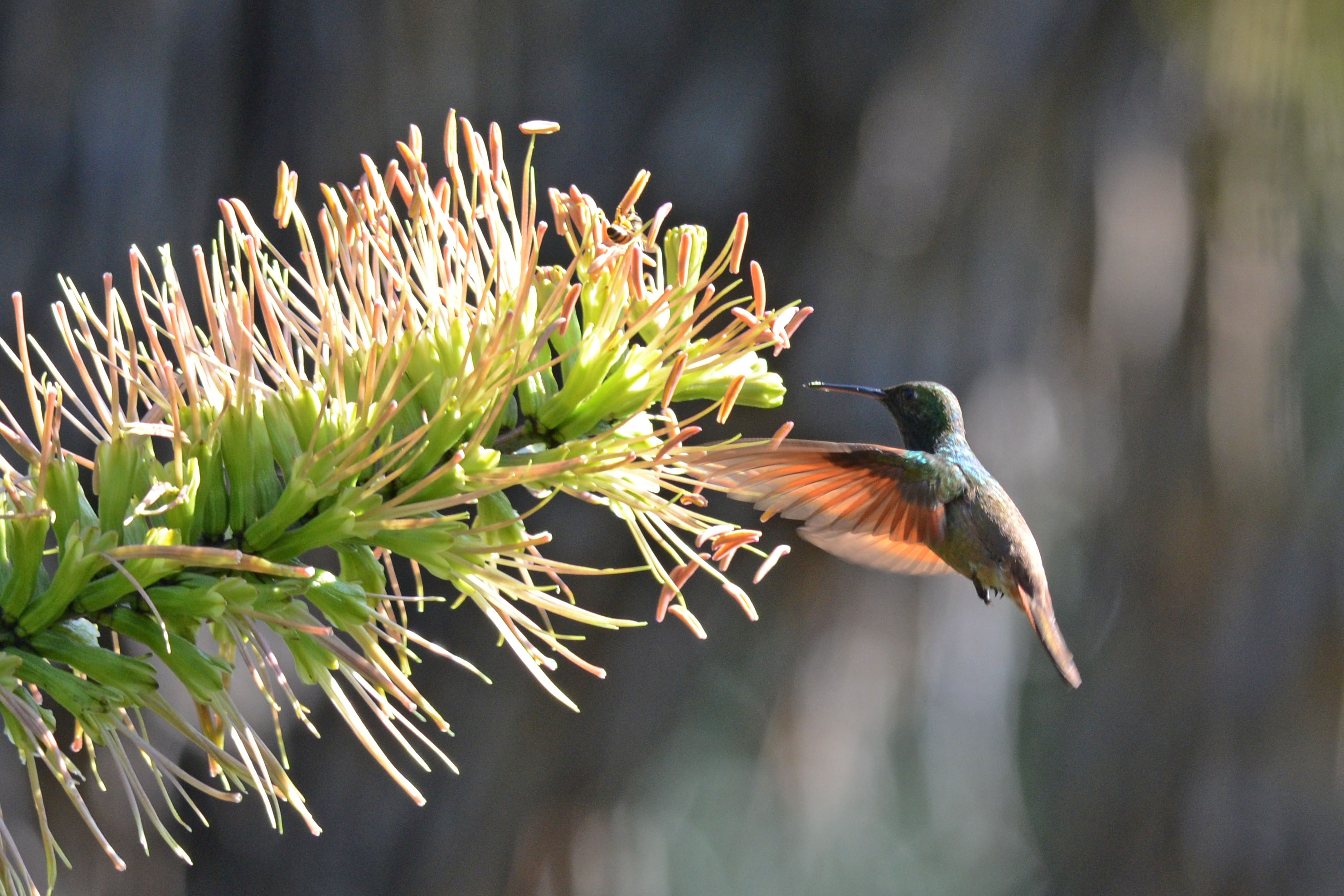

## Status
Arten har ett stort utbredningsområde och beståndet anses vara stabilt. Internationella naturvårdsunionen IUCN listar den därför som livskraftig (LC). Beståndet uppskattas till i storleksordningen två miljoner vuxna individer.

## Namn
På svenska har arten även kallats beryllkolibri.